# أول بلاكس

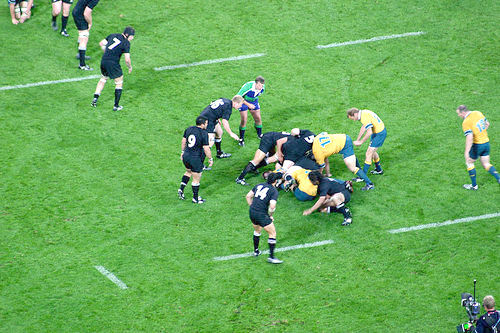

الأول البلاكس (بالإنجليزية: All Blacks) هو الفريق النيوزلندي لكرة الرجبي ويرتدي هذا الفريق ملابس باللون الأسود فقط. خاض فريق الأول بلاك أول مباراة دولية له سنة 1893 ضد فريق جنوب ويلز الجديدة وفاز بأول مباراة سنة 1903 ضد أستراليا.
فاز الفريق على الفريق الفرنسي بنتيجة (8-7) وحصل على بطولة العالم للرجبي للمرة الثانية في عام 2011م. بطولة العالم للرجبي التي فاز بها المنتخب في المرة الأولى كانت سنة 1987م.
سوني بيل وليامز لاعب الشهير للفريق.

## تاريخ الفريق

### إدخال لعبة الركبي في نيوزيلندا
اتحاد الرجبي، المعروف عالمياً تقريباً في نيوزيلندا باسم «الرجبي» فقط، قدمه إلى الأمة تشارلز مونرو في عام 1870؛ اكتشف هذه الرياضة أثناء استكمال دراسته في كلية المسيح في فينشلي، إنجلترا. جرت أول مباراة مسجلة في نيوزيلندا في مايو 1870 في مدينة نيلسون بين نادي نيلسون للرجبي وكلية نيلسون. تم تشكيل أول اتحاد إقليمي، وهو اتحاد كانتربري للرجبي لكرة القدم، في عام 1879، ولعبت أول مباراة دولية لنيوزيلندا في عام 1882 عندما قام فريق «واراتاه» من نيو ساوث ويلز بجولة في البلاد. لم يواجه المنتخب الأسترالي منتخب نيوزيلندا، لكنه لعب مع سبعة منتخبات إقليمية. فاز السائحون بأربع مباريات وخسروا ثلاث. بعد ذلك بعامين، قام أول فريق نيوزيلندي يسافر إلى الخارج بجولة في نيو ساوث ويلز، وفاز في جميع مبارياته الثمانية.
قام فريق بريطاني منظم بشكل خاص، والذي أصبح فيما بعد فريق الأسود البريطانية والأيرلندية، بجولة في نيوزيلندا في عام 1888. لعب الزائرون فقط فرق المقاطعات ولم يتم لعب أي مباريات اختبارية. تم تمثيل ويلز واسكتلندا في الفريق البريطاني، لكن تم اختيار اللاعبين بشكل أساسي من شمال إنجلترا.

### بدء المنافسة الدولية
في عام 1892، بعد استجواب المسؤولين الإقليميين من قبل إرنست هوبن، تم تشكيل اتحاد كرة القدم للرجبي النيوزيلندي (NZRFU) من قبل غالبية اتحادات المقاطعات في نيوزيلندا، لكنه لم يشمل كانتربري أو أوتاغو أو ساوثلاند. قام الفريق النيوزيلندي الأول المعتمد رسميًا بجولة في نيو ساوث ويلز في عام 1893، حيث فاز فريق توماس إليسون بقيادة قائد الفريق بتسع من مبارياته العشر. في العام التالي، لعبت نيوزيلندا أول مباراة «دولية» على أرضها، حيث خسرت 6-8 أمام نيو ساوث ويلز. حدثت أول مباراة اختبار حقيقية للفريق ضدأستراليا في 15 أغسطس 1903 في ملعب سيدني للكريكيت أمام أكثر من 30000 متفرج وأسفرت عن فوز 22-3.
قام فريق ممثل نيوزيلندي بجولة في الجزر البريطانية لأول مرة في عام 1905. ويعرف الجانب الآن باسم «أوريجينالز»، حيث ظهر اسم «أول بلاكس» خلال هذه الجولة عندما، وفقًا لعضو الفريق بيلي والاس، ذكرت إحدى الصحف اللندنية أن النيوزيلنديون لعبوا كما لو كانوا «كل الظهير». ادعى والاس أنه بسبب خطأ مطبعي، كانت الإشارات اللاحقة إلى «كل السود». هذا الحساب هو على الأرجح أسطورة: بسبب شريط اللعب الأسود، ربما تمت الإشارة إلى الجانب باسم السود قبل مغادرتهم نيوزيلندا. على الرغم من أن اسم All Blacks كان موجودًا على الأرجح قبل الرحلة، إلا أن الجولة قامت بتعميمه.
لعب The Originals 35 مباراة في الجولة، وكانت خسارتهم الوحيدة هي الخسارة 0-3 أمام ويلز في كارديف. دخلت المباراة في الفولكلور لكلا البلدين بسبب الجدل حول ما إذا كان All Black Bob Deans قد سجل محاولة كانت ستكسب فريقه التعادل 3-3. على النقيض من نجاح النسخ الأصلية في الميدان، قام الفريق بالفعل باستعداء البعض في مؤسسة الرجبي التابعة للأمم المتحدة. اشتكى كل من الإداريين والصحفيين من أن فريق «أول بلاكس» لم يلعب اللعبة ضمن روح الهواة والشرف التي روج لها مجلس الرجبي الدولي لكرة القدم. استمرت هذه الشكوى في ملاحقة الفرق النيوزيلندية حتى الثلاثينيات.
كان لنجاح النسخ الأصلية عواقب غير مريحة لهواة NZRFU. في عام 1907، تم تجميع مجموعة من اللاعبين المحترفين للقيام بجولة في الجزر البريطانية ولعب دوري الرجبي - وهو فرع محترف من اتحاد الرجبي الذي لعبته الأندية التي انفصلت عن اتحاد الرجبي الإنجليزي لكرة القدم (RFU) بسبب الخلافات حول التعويض المالي للاعبين. عندما عاد «كل الذهب»، كما أصبح الفريق معروفًا، أسسوا دوري الرجبي في نيوزيلندا، وتحول عدد كبير من اللاعبين إلى رمز الاحتراف. وقد أنذرت السلطات الإنجليزية والويلزية من تهديد للاحتراف لعبة الركبي في نيوزيلندا، وفي عام 1908 قام على الجانب الأنجلو الويلزية جولة إلى نيوزيلندا للمساعدة في تعزيز القيم الهواة والتي بموجبها انهم يعتقدون الرياضة ينبغي ان يلعبه. هزم السائحون 2-0 في سلسلة الاختبارات الثلاثة من قبل نيوزيلندا، لكن الأنجلو الويلزية تمكنت من سحب الاختبار الثاني 3-3.

### تطوير إرث
تم تعليق لعبة الركبي الدولية خلال الحرب العالمية الأولى، ولكن فريق الخدمات النيوزيلندية تنافس بالفعل في مسابقة بين الخدمات المعروفة باسم كأس الملك. بعد مغادرتهم أوروبا، قام الفريق بجولة في جنوب إفريقيا قبل عودتهم إلى نيوزيلندا، ومهدت تلك الجولة الطريق لفريق جنوب أفريقي للقيام بجولة في نيوزيلندا في عام 1921. سبرينغبوكس - كما هو فريق جنوب أفريقيا معروف - لعبت نيوزيلندا في سلسلة اختبار أنهت كل مربع. أجرت نيوزيلندا جولة عودة إلى جنوب إفريقيا في عام 1928، وتم سحب سلسلة الاختبار مرة أخرى؛ كلا الفريقين فاز في اختبارين لكل منهما.
أُطلق على جميع السائحين السود في عام 1924 إلى الجزر البريطانية وفرنسا لقب «الذين لا يقهرون» لأنهم فازوا في كل مباراة. ومع ذلك، فقد حُرم الفريق من إحدى البطولات الأربع الكبرى عندما رفضت اسكتلندا لعبهم لأنهم كانوا مستائين من تنظيم الجولة من خلال الاتحاد الروسي بدلاً من الاتحاد الدولي لكرة القدم. قام أول فريق من الجزر البريطانية منذ عام 1908 بجولة في نيوزيلندا في عام 1930. على الرغم من فوز الأسود في الاختبار الأول، إلا أن الفريق المضيف أعاد تجميع صفوفه واستمر في الفوز بالمجموعة 3-1. قامت نيوزيلندا بجولة في الجزر البريطانية مرة أخرى في 1935-1936، وخسرت ثلاث مباريات فقط - بما في ذلك اختباران - خلال 30 مباراة. في واحدة من هذه الخسائر، الكسندر أوبولينسكيأحرز هدفين معروفين لمساعدة إنجلترا على الفوز 13-0 ؛ لأول مرة على نيوزيلندا.
في عام 1937، قامت جنوب إفريقيا بجولة في نيوزيلندا وفازت بشكل حاسم في سلسلة الاختبارات على الرغم من خسارتها في الاختبار الأول؛ هذا جنوب أفريقيا 1937 ووصف الفريق كأفضل فريق من أي وقت مضى لمغادرة نيوزيلندا. لم تلعب نيوزيلندا فريق Springboks بعد ذلك حتى عام 1949 عندما تجولت في جنوب إفريقيا مع فريد ألين كقائد. على الرغم من أن كل اختبار ضد جنوب إفريقيا كان قريبًا جدًا، إلا أن نيوزيلندا خسرت السلسلة 0-4. كجزء من هذه السلسلة المكونة من 25 مباراة، والمكونة من 4 اختبارات، سافر فريق أول بلاكس «السلسلة الثانية» إلى روديسيا الجنوبية (زيمبابوي حاليًا) لمواجهة فريق روديسيا التمثيلي في اثنين من المنظمات الدولية غير المختبرة. وشهدت نتيجة المباراة الأولى فوز روديسيا بنتيجة 10-8 . بعد ثلاثة أيام، أسفرت المباراة الثانية عن تعادل 3-3. تم اختيار اثنين من لاعبي روديسيا في وقت لاحق لجنوب إفريقيا (كانا مؤهلين بسبب معاملة روديسيا كمقاطعة في جنوب إفريقيا، لأسباب لعبة الركبي) في اختبار أول بلاكس الثاني للجولة. لم يتم منح أي مباراة دولية لأي من الجانبين في هاتين المباراتين.

## وصلات خارجية
- الموقع الرسمي